# 广场南街
廣場南街是河南省南阳市中心城区的一条小街道，是南阳城区的小吃及购物一条街。全长700米。

## 位置与历史
位于南阳中心城区，建设于20世纪80年代，后成为南阳市内的小吃一条街。1990年代，由于南边亚细亚商厦（现在为金马特生活广场）和北边南阳新华商城的兴起，使连接两大商圈的广场南街日益繁荣。成为人们购物后休息吃饭的小吃一条街。